# Рижский институт Гердера
Рижский институт Гердера (нем. Herder-Institut Riga; латыш. Rīgas Herdera institūts) — частный университет в Риге (1921—1939), который готовил балтийско-немецких теологов, учителей и государственных служащих.

## Основание
После окончания борьбы за независимость Латвии и создания Латвийской Республики балтийско-немецкое меньшинство утратило своё былое политическое влияние. Для сохранения культурной самобытности 7 сентября 1921 года было зарегистрировано «Общество Гердера», которое основало Институт Гердера в память о рижской деятельности Иоганна Готфрида Гердера. До конца 1923 года он существовал как закрытое общественное учреждение.
2 января 1924 года Кабинет министров Латвийской Республики признал Институт Гердера частным высшим учебным заведением. В 1927 году был принят закон о Рижском институте Гердера, в котором говорилось, что его задачей является распространение науки среди представителей немецкой национальности в Латвии, подготовка работников для культурной деятельности этой национальности, особенно теологов для немецких церковных общин и учителей. В 1925 году Общество Гердера приобрело здание для института, которое было переоборудовано в высшую школу и открыто 15 сентября 1930 года. 
Здание сохранилось, оно находится по адресу: Рига, улица Элизабетес 29, в настоящее время в нем располагается посольство Чешской Республики.

## Закрытие
11 июля 1939 года «Общество Гердера» было преобразовано в «Рижское общество Гердера». 9 октября ректор Института Гердера профессор Вильгельм Клумберг сообщил министру образования Латвии Юлию Аушкапсу, что Институт желает продолжить свою работу в качестве научно-исследовательского института (нем. Forschungsinstitut) для развития германо-латвийских отношений. Министр образования посчитал продолжение деятельности Института Гердера бесполезным и выразил мнение, что только после окончания войны можно будет организовать культурные контакты с совершенно новым подходом и на совершенно новой основе. Немецкий посланник в Латвии фон Котце встретился с министром Аушкапсом для выяснения обстоятельств и подтвердил, что немецкое правительство не особенно настаивало на существовании этого института в Риге, но было озадачено тем, что в Риге продолжают существовать Французский лицей и Английский институт.
30 октября 1939 года Германия подписала с Латвией договор о репатриации балтийских немцев. 28 ноября Кабинет министров отменил устав Института Гердера и принял закон о ликвидации Института до 15 декабря.
12 декабря 1939 года начальник VI отдела МИД Германии фон Твардовске предложил посланнику Латвии в Берлине Эдгару Криевиньшу преобразовать Институт Гердера в Институт немецкой культуры, что создало бы условия для сотрудничества ученых двух стран во взаимном обмене духовными ценностями и культурными достижениями. 16 декабря 1939 года «Общество друзей и покровителей Института Гердера» было распущено, но «Рижское общество Гердера» продолжало функционировать после вынужденного отъезда немцев из Латвии и было закрыто только 22 марта 1941 года, незадолго до нападения Германии на СССР.
В 1950 году в Марбурге был восстановлен научно-исследовательский институт Гердера (нем. Herder-Institut Marburg) для изучения культуры восточной части Центральной Европы (нем. Ostmitteleuropa) со Средних веков до наших дней. В нем собраны некоторые архивы и коллекции документов, вывезенные из стран Балтии.